# Aéroport de Bologne-Borgo Panigale
Pour les articles homonymes, voir Guglielmo Marconi (homonymie).
L'aéroport Guglielmo Marconi de Bologne (en italien : Aeroporto di Bologna)  (code IATA : BLQ • code OACI : LIPE) est l'aéroport international de la ville de Bologne en Émilie-Romagne (Italie). Il est situé à Borgo Panigale, à 6 km au nord-ouest du centre-ville de Bologne et à 200 km à l'est de Milan.

## Historique
Il est relié à la gare centrale de Bologne par une ligne monorail, le Marconi Express, inaugurée en 2020.

## Statistiques
Pour des raisons techniques, il est temporairement impossible d'afficher le graphique qui aurait dû être présenté ici.

Voir la requête brute et les sources sur Wikidata.

### Zoom sur l'impact du covid de 2019-2020
Pour des raisons techniques, il est temporairement impossible d'afficher le graphique qui aurait dû être présenté ici.

Voir la requête brute et les sources sur Wikidata.

## Situation

### Carte des aéroports en Italie
| \| 100 km1:7 506 000 \| Abruzzes Alghero Ancône Bari Bergame Bologne Bolzano Brescia Brindisi Cagliari Catane Comiso Grosseto Coni Elbe Florence Foggia Gênes Lamezia Terme Lampedusa Milan L. Milan M. Naples Olbia Palerme Pantelleria Parme Pérouse Pise Reggio de Calabre Rimini Rome C. Rome F. Salerne Trapani Trévise Trieste Turin Venise Vérone |
| 100 km1:7 506 000 |

## Compagnies aériennes et destinations
| Compagnies                    | Destinations |
| ----------------------------- | --- |
| Aegean Airlines               | Athènes E.-Venizélos |
| Air Albania                   | Tirana |
| Air Arabia Maroc              | Casablanca-Mohammed-V |
| Air Dolomiti                  | Munich-F. J. Strauß |
| Air France                    | Paris-Charles de Gaulle |
| Air Moldova                   | Chișinău |
| Air Serbia                    | Belgrade-Nikola-Tesla |
| AlbaStar                      | En saison: Lampédouse |
| Albawings                     | Tirana |
| Austrian Airlines             | Vienne-Schwechat |
| British Airways               | Londres-Heathrow |
| Brussels Airlines             | Bruxelles-National |
| easyJet                       | Londres-Gatwick |
| Emirates                      | Dubaï |
| Eurowings                     | Cologne/Bonn-K. Adenauer, Düsseldorf |
| Finnair                       | Helsinki-Vantaa |
| Iberia                        | Madrid-Barajas |
| ITA Airways                   | Rome Léonard-de-Vinci/Fiumicino |
| KLM                           | Amsterdam |
| Luxair                        | Luxembourg-Findel |
| Lufthansa                     | Francfort |
| Neos                          | - Charm el-Cheikh, - Fuerteventura, - Marsa Alam, - Rabil, - Sal-A. Cabral, - Ténériffe-Sud Reine Sofia En saison : - Djerba-Zarzis - Héraklion-N. Kazantzákis - Ibiza - Karpathos - Kos - Minorque-Mahón - Monastir - Mykonos - Rhodes-Diagoras - Zanzibar |
| Norwegian Air Shuttle         | En saison: Copenhague-Kastrup, Oslo-Gardermoen |
| Nouvelair                     | En saison: Tunis-Carthage |
| Pegasus Airlines              | Istanbul-S. Gökçen |
| Play (compagnie aérienne)     | En saison: Reykjavik-Keflavík |
| Royal Air Maroc               | Casablanca-Mohammed-V |
| Ryanair                       | - Alghero-Fertilia - Amman-Reine-Alia - Athènes E.-Venizélos - Barcelone-El Prat - Bari-Karol Wojtyła - Berlin-Brandebourg - Billund - Brindisi Papola/Casale - Bucarest-H. Coandă - Budapest-Ferenc Liszt - Cagliari - Catane-Fontanarossa - Charleroi Bruxelles-Sud - Cologne/Bonn-K. Adenauer - Copenhague-Kastrup - Crotone - Dublin - Édimbourg - Eindhoven - Fès-Saïss - Fuerteventura - Cracovie-Jean-Paul II - Lamezia Terme - Lanzarote-Arrecife - Las Palmas/Gran Canaria - Lisbonne-H. Delgado - Londres-Luton - Londres-Stansted - Madrid-Barajas - Malaga-Costa del Sol - Malte - Manchester - Marseille-Provence - Nuremberg-A. Dürer - Palerme Falcone-Borsellino - Paphos - Paris-Beauvais - Porto-F. Sá-Carneiro - Prague-Václav-Havel - Reggio de Calabre - Saint-Jacques-de-Compostelle - Santander-S. Ballesteros - Saragosse - Séville-San Pablo - Sofia-Vrajdebna - Stockholm-Arlanda - Tel Aviv - Ben Gourion - Ténériffe-Sud Reine Sofia - Thessalonique-Makedonía - Trapani-V. Florio (Birgi) - Valence - Varsovie-Modlin (Mazovie) - Vienne-Schwechat - Wrocław-N. Copernic En saison : - Alicante-Elche - Bordeaux-Mérignac - Corfou-I. Kapodístrias - Héraklion-N. Kazantzákis - Ibiza - Kos - La Canée I.-Daskaloyánnis - Minorque-Mahón - Mykonos - Palma de Majorque - Prévéza-Aktion - Rhodes-Diagoras - Toulouse-Blagnac |
| Scandinavian Airlines         | Copenhague-Kastrup En saison : Stockholm-Arlanda |
| Silver Air                    | En saison: Île d'Elbe |
| Swiss International Air Lines | Zurich |
| TAP Air Portugal              | Lisbonne-H. Delgado |
| Transavia                     | En saison : Eindhoven |
| TUIfly Belgium                | Marrakech-Ménara |
| Tunisair                      | Tunis-Carthage |
| Turkish Airlines              | Istanbul |
| Volotea                       | Olbia-Costa Smeralda |
| Vueling                       | Barcelone-El Prat, Paris-Orly |
| Wizz Air                      | - Bacău-Georges-Enesco - Bucarest-H. Coandă - Catane-Fontanarossa - Chișinău - Cluj-Napoca - Craiova - Iași - Skopje - Sofia-Vrajdebna - Suceava - Timişoara-T. Vuia - Tirana - Varsovie-Chopin En saison : Olbia-Costa Smeralda |